# Selecció femenina de futbol de Nova Zelanda sub-20
La selecció femenina de futbol de Nova Zelanda sub-20 és l'equip nacional de futbol femení per menors de vint anys de Nova Zelanda i forma part de la Federació de Futbol de Nova Zelanda. La selecció neozelandesa femenina sub-20 ha participat en quatre ocasions en la Copa del Món Femenina de Futbol Sub-20: el 2006, el 2008, el 2010 i el 2012.

## Resultats

### Copa del Món Femenina Sub-20
- 2002 a 2004 — No es classificà
- 2006 — Primera fase
- 2008 — Primera fase
- 2010 — Primera fase
- 2012 — Primera fase
- 2014 —

### Campionat Femení Sub-20 de l'OFC
- 2002 — Subcampió
- 2004 — No participà
- 2006 — Campió
- 2010 — Campió
- 2012 — Campió
- 2014 —